# 弁論大会
弁論大会（べんろんたいかい）とは、弁論の競技会を指す。
大会によっては、統一テーマが設定されている場合もある。
また、大会の趣旨によって、弁論技術が評価の中心となる（論理性や研究の緻密さは問われるが、主張の内容自体が評価されるわけではない）場合と、主張の内容が評価の中心となる場合とがある。
大会の規模はさまざまで、全国レベルから学校の行事レベルまであり、評価の仕方も当然さまざまである。
一方、外国語弁論大会の場合は、弁論としての要素よりも、外国語での作文力や表現力が評価の中心となることが多い。

## 主な日本語の弁論大会

### 社会人対象の大会
- NHK青年の主張全国コンクール→NHK青春メッセージ（主催：NHK）※2003年度で廃止
- 尾崎行雄（咢堂）杯演説大会（主催：尾崎行雄を全国に発信する会）
- 文部科学大臣杯全国青年弁論大会（15歳〜39歳対象。主催：日本弁論連盟）
- 全国青年大会（意見発表の部を設けている。35歳以下の社会人対象だが、条件付きで学生や36歳以上も出場可。主催：日本青年団協議会、日本青年館、東京都）
- JA青年の主張全国大会（JA全国青年大会の中で実施。主催：全国農協青年組織協議会）

### 高校生対象の大会
- 全国高等学校総合文化祭弁論部門、文部科学大臣旗全国高等学校弁論大会（主催：全国高等学校文化連盟）
- 内閣総理大臣賞 椎尾弁匡記念杯 全国高等学校弁論大会（主催：東海高等学校）
- 全国高等学校決勝弁論大会（主催：群馬県立館林高等学校）
- 全国高等学校弁論大会（主催：國學院大學）※平成14年度、平成21年度休止。
- 北方領土高校生弁論大会（主催：社団法人北方領土復帰期成同盟）
- 学生ユネスコ弁論大会（主催：富山ユネスコ協会）※中学生の部もあり。
- 全国盲学校弁論大会全国大会（主催：毎日新聞社点字毎日、全国盲学校長会、毎日新聞社会事業団）
- 福澤諭吉記念祭全国高等学校弁論大会（主催：中津市、慶應義塾）

### 大学生対象の大会
- 土光杯全日本学生弁論大会（主催：フジサンケイグループ行革キャンペーン実行委員会）

#### 大学生対象の学生団体主催大会
- 花井卓蔵杯争奪全日本雄弁大会（主催：中央大学辞達学会）
- 学生新人弁論大会（主催：全関東学生雄弁連盟 → 2001年〜 中央大学辞達学会・日本大学雄弁会の共催 → 2003年〜 中央大学辞達学会）
- 早慶新人雄弁大会(主催：早稲田大学雄弁会）

　→毎年早慶の弁論部が交互に主催する。慶應義塾大学弁論部主催の場合は「慶早新人辯論大会」となる。
- 大隈杯争奪雄弁大会（主催：早稲田大学雄弁会）
- 立命館大学清新杯争奪全国学生弁論大会（主催：立命館大学弁論部）
- 全日本学生弁論大会(関東圏にある大学の弁論部により共同開催)
- 東京六大学弁論大会（六大学による持ち回り開催）
- 東京大学総長杯争奪全国学生弁論大会（主催：第一高等学校・東京大学弁論部）
- 東京大学五月祭記念弁論大会（主催：第一高等学校・東京大学弁論部）
- 紫紺杯争奪全国学生雄弁大会（主催：明治大学雄辯部）
- 春秋杯争奪全日本学生雄弁大会（主催：法政大学弁論部）
- 柴田杯争奪学生優勝言道大会（主催：国士舘大学言道部）※休止
- 桜門杯争奪全日本学生雄弁大会（主催：日本大学雄弁会→2017年～ 法秋雄弁会）※2001年の第20回大会で休止、2017年の第21回大会より再開
- 福澤諭吉杯争奪全国学生辯論大会(主催：慶應義塾大学弁論部)
- 日吉杯争奪弁論大会(主催：慶應義塾大学弁論部)
- 拓殖大学総長杯争奪全日本学生雄弁大会（主催：拓殖大学雄弁会）
- 農林水産大臣杯争奪全日本学生弁論大会（主催：東京農業大学講演部）
- 雄叫杯争奪安全保障問題弁論大会（主催：防衛大学校弁論部）
- 全関東大学弁論大会（主催：帝京大学雄弁会（第2回までは法政大学弁論部との共催。2年に一度の開催だったが、2008年より毎年開催へ）
- HAS看護学生弁論大会（主催：HAS（看護系学生らの団体）、1993年に第1回大会。2006年の第13回大会で終了、解散

## 主な英語の弁論大会

### 中学生対象の大会
- 高円宮杯全日本中学校英語弁論大会（主催：読売新聞社、日本学生協会基金）※1949年〜継続
- 鳳凰杯中学生英語スピーチコンテスト（主催：立命館宇治中学校・高等学校）※2002年〜2014
- 高崎市長杯英語弁論大会（中高の部）（主催：高崎経済大学英語研究部）

### 高校生・大学生対象の大会
- 全国高等学校英語スピーチコンテスト（主催：全国英語教育研究団体連合会）
- 全国高校生英語スピーチコンテスト（主催：獨協大学外国語学部）※～2013年
- ホノルル市長杯全日本青少年英語弁論大会（主催：ECC外語学院など）
- ジョン・ニッセル杯 上智大学全国高校生英語弁論大会 （主催：上智大学言語教育研究センター、外国語学部英語学科）
- 高崎市長杯英語弁論大会（中高の部・大学の部）（主催：高崎経済大学英語研究部）
- チャーチル杯争奪全日本高等学校生英語弁論大会（主催：関西学院英語研究部、青山学院英語研究部）
- ブリカム・ヤング大学ハワイ校 全国高校生英語スピーチコンテスト（主催：ブリカム・ヤング大学ハワイ校）

#### 大学生対象の学生団体主催大会
- 福澤杯争奪全日本学生英語弁論大会 （主催：慶應義塾大学英語會）
- 大隈重信杯争奪全日本学生英語弁論大会（主催：早稲田大学英語会 WESS）
- 天野杯全日本大学生英語弁論大会（主催：獨協大学英語会）

上記３つの英語弁論大会は伝統や格式もさることながら、スピーカーのレベル高さや大会運営の素晴らしさから、三大大会と称され、全てのESSスピーカーの憧れである。
- ウィリアムズ杯争奪全日本大学生英語弁論大会（立教大学英語会）
- 小川杯争奪英語弁論大会（主催：東京外国語大学英語研究会）
- 大木杯争奪全日本大学生英語弁論大会（主催：青山学院大学E.S.S.）
- 全日本金子杯・ウィラメット大学学長杯争奪学生英語弁論大会（主催：東京国際大学英語会）
- J.U.E.L.杯争奪全日本学生英語弁論大会（主催：関東学生英語会連盟）
- 上智大学学長杯争奪学生英語弁論大会（主催：上智大学ESS）
- 末川杯争奪英語弁論大会（主催：立命館大学ESS）
- 全日本大学生英語弁論大会（主催：全日本学生英語会連盟）
- 総長杯争奪全日本学生英語弁論大会（主催:法政大学ESS）
- 高崎市長杯英語弁論大会（主催：高崎経済大学英語研究部）
- 谷本学長杯争奪英語弁論大会（主催：関西外国語大学ESS）
- 東京大学E.S.S.杯争奪英語弁論大会（主催：東京大学ESS）
- 新島杯争奪全日本学生英語弁論大会（主催：同志社大学ESS）
- 新渡⼾杯争奪英語弁論大会（主催：東京女子大学Q.G.S.）
- 東日本学生英語弁論大会（主催：関東学生英語会連盟）
- ノートルダム杯全日本大学生英語弁論大会（主催：ノートルダム清心女子大学 E.L.A.S.）
- 三上杯争奪英語弁論大会（主催：明治大学英語部）
- 早稲田杯争奪全国学生英語弁論大会（主催：早稲田大学英語部 WESA）
- 龍谷大学学長杯争奪英語弁論大会（主催：龍谷大学学友会学術文化局E.S.S.）

## 外国人による日本語弁論大会
- 外国人による日本語弁論大会（主催：国際教育振興会、国際交流基金など）
- ハノイ日本語スピーチコンテスト（主催：ベトナム日本文化交流センターなど）
- シリア日本語スピーチコンテスト（主催：シリア日本語教師会など）
- アンカラ日本語弁論大会（主催：土日基金文化センターなど）
- イスタンブール日本語弁論大会
- ヨルダン日本語スピーチコンテスト
- クウェート日本語スピーチコンテスト
- モロッコ日本語スピーチコンテスト
- サンパウロ日本語スピーチコンテスト/ 日本語弁論大会（共催：ブラジル日本語センター、ブラジル日本都道府県人会連合会）